# Cesare Brandi
Cesare Brandi (Siena, 8 de abril de 1906- Vignano, 19 de enero de 1988) fue historiador y crítico de arte, ensayista y especialista en la teoría de restauración de obras de arte.

## Vida y obra
Cesare Brandi se licenció en Letras en la Universidad de Florencia en 1928. Historiador de arte de formación, se distinguió por llevar a cabo una actividad poliédrica que le llevó a escribir tanto sobre la estética contemporánea como sobre la teoría de la restauración, además de un buen número de libros concebidos como diarios de viaje. También escribió durante varios años artículos de opinión sobre temas medioambientales, la protección del patrimonio o restauraciones más o menos afortunadas en el periódico italiano Corriere della Sera. 
Recién licenciado, en 1930, Brandi recibe el encargo por parte de la Superintendencia de Monumentos y Galerías de Siena de reordenar, catalogar y sistematizar la colección de pintura de la Academia de Bellas Artes de Siena en su nueva sede del Palazzo Buonsignori.
En 1932 dedica su primer ensayo de arte contemporáneo a Filippo de Pisis, después de haber visitado el estudio parisino del artista. En 1933 obtuvo en concurso público la plaza de Inspector a cargo de la Administración de Antigüedades y Bellas Artes y pasó a trabajar para la Superintendencia de Monumentos de Bolonia. Permaneció en el cargo cerca de tres años y durante este periodo en la ciudad de Bolonia se ocupó de organizar el primer laboratorio de restauración, así como la "Mostra della Pittura Riminese del trecento", celebrada en 1935.
En 1936 se hace cargo de las funciones de inspección en la Dirección de Antigüedades y Bellas Artes y posteriormente será nombrado Director de los Estudios de Udine, desde donde fue transferido al Gobierno Provincial de la isla del Egeo, en el que ocupó un puesto con responsabilidades de dirección y supervisión. En 1938 es requerido en Roma, y a propuesta de Giulio Carlo Argan se le asigna la tarea de crear el Regio Istituto Centrale del Restauro (denominado actualmente Istituto Centrale per il Restauro -ICR-) que llegó a ser rápidamente la institución estatal italiana de mayor entidad dedicada al campo de la restauración de bienes culturales, y de la cual fue director durante veinte años.
Entre sus méritos de carácter administrativo, dada la dificultad que entrañó la gestión del primer año de vida del ICR, se ha de subrayar la capacidad de Brandi como gestor ante el Ministerio. La creación del ICR es recordada como un ejemplo de institución estatal comprometida a mantener el equilibrio adecuado entre la teoría de la restauración, la aplicación consciente de la conservación y la práctica de la restauración con carácter multidisciplinar, que todavía hoy es imitado y estudiado. El ICR fue dirigido por Cesare Brandi hasta 1961. A partir de aquella fecha, los esfuerzos de Brandi fueron encaminados a la enseñanza de la Historia del Arte, primero en la Universidad de Palermo (donde formó una nutrida escuela de discípulos entre los que destacan Michele Cordaro, Maria Andaloro y Giuseppe Basile) y después en la de Roma. Los escritos de aquella época sobre crítica de arte son numerosos. También lo fue su producción en el ámbito periodístico: durante años fue cronista cultural del Corriere della Sera. Brandi fue autor, en 1975, de los textos de una extraordinaria serie televisiva documental titulada A tu per tu con l'opera d'arte, fruto de una estrecha colaboración de Brandi con Franco Simongini (1932-1994), notable creador de documentales de arte.